# One Swiss Bank
 (décembre 2019).
Si vous disposez d'ouvrages ou d'articles de référence ou si vous connaissez des sites web de qualité traitant du thème abordé ici, merci de compléter l'article en donnant les références utiles à sa vérifiabilité et en les liant à la section « Notes et références ».
ONE swiss bank est une banque privée suisse, détenue majoritairement en mains familiales, qui offre des services de conseil, de gestion d'actifs et de gestion de patrimoine.
La banque, cotée à la bourse suisse (SIX Group) depuis 1993, possède des bureaux à Genève, Zurich, Lugano, et Dubaï.
Les actifs sous gestion au 30 juin 2023 se montent à CHF 5 milliards. Ils sont répartis autour des trois lignes métier que sont le Wealth Management, l’Asset Services et l’Asset Management, sous la marque Dynagest by ONE.

## Histoire
ONE swiss bank est née de la fusion entre les banques privées familiales GS Banque (Geneva Swiss Bank), fondée en 2004 par Robert Pennone et Bénédict Hentsch sous le nom Banque Bénédict Hentsch & Cie, puis renommée Geneva Swiss Bank en 2014, et Banca Arner, fondée en 1984 par Giovanni Giacomo Schräemli et Paolo del Bue.
En juin 2021, Banque Profil de Gestion, créée en 1964 à Genève sous le nom Société Financière Privée, et ONE swiss bank fusionnent et décident de continuer à opérer sous le nom ONE swiss bank.
En novembre 2021, ONE swiss bank ouvre une succursale à Dubaï, ONE swiss private wealth, et nomme Zafar Khan à sa tête.

## Histoire de la famille Hentsch
La banque a été fondée en 2004 par Bénédict Hentsch, qui représente la septième génération d’une dynastie de banquiers.

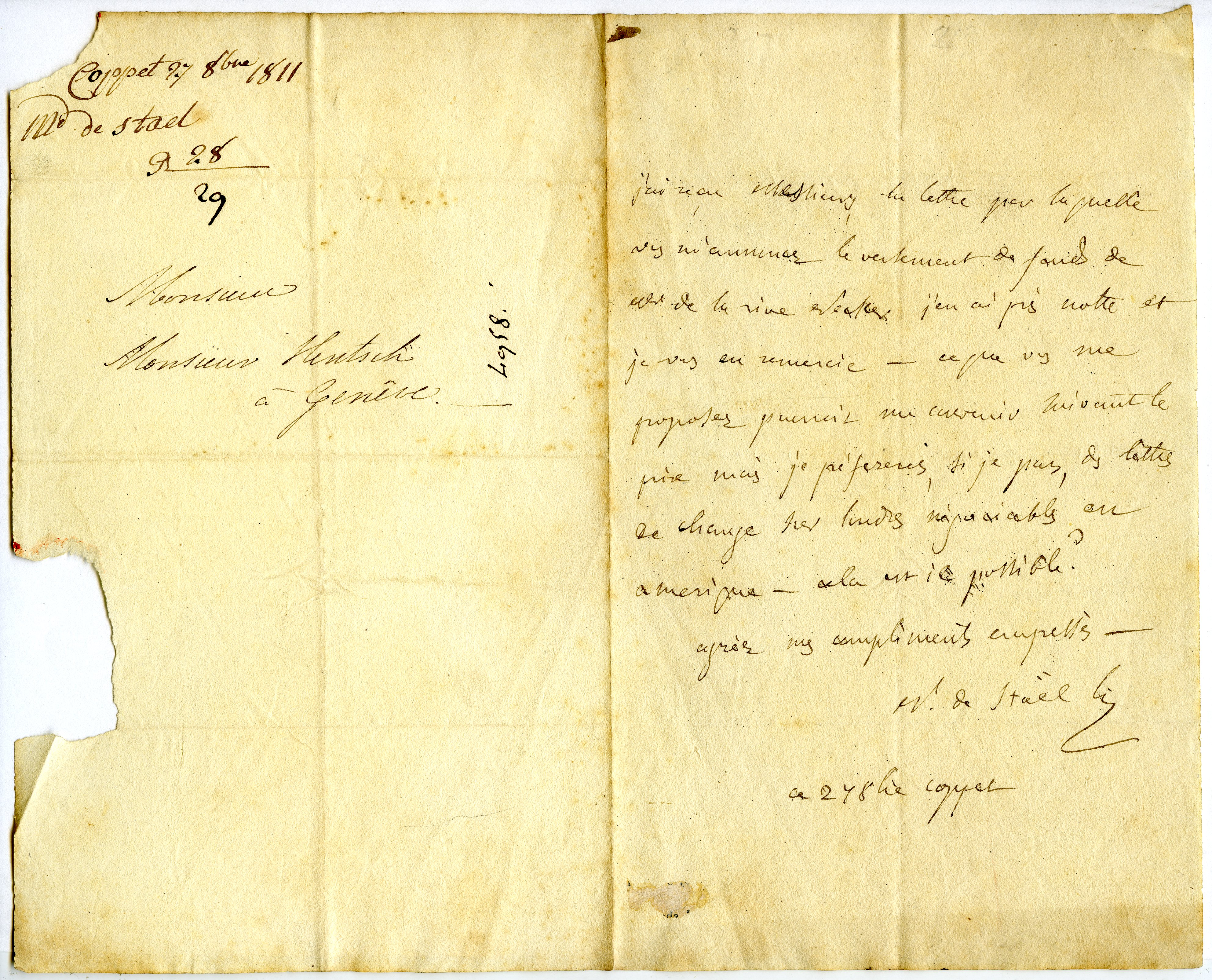
Lettre à Henri Hentsch de la part de Madame de Staël, se renseignant sur des lettres de change négociable en Amérique (1811)

La dynastie de banquiers genevois Hentsch, des immigrants protestants originaires de Pologne, dont les origines remontent au XVIIIe siècle est une lignée qui compte comme premier représentant l'agent de change Henri Hentsch (1761-1835).
Henri Hentsch s'est lancé en affaires étrangères en son propre nom (en) en 1796, avec la gestion des lettres de change et des lettres de crédit pour les étrangers. Parmi ses clients on trouve Napoléon Ier ou bien Madame de Staël, fille de Jacques Necker, ministre des Finances de Louis XVI. En 1826, il fonde un deuxième établissement à son nom à Paris, laissant à son fils la responsabilité de la société à Genève.

## Dynagest by ONE
L’activité de Dynagest by ONE est principalement constituée de la gestion de fonds de placement investis en actions et en obligations, auxquels s'ajoutent des fonds de gestion alternative.
Ce pôle d’expertise a développé une méthode de gestion quantitative dénommée Dynamic Asset Allocation (DAA) et est pionnière en Suisse dans l’utilisation et le développement des techniques de gestion à cliquets dans le domaine des taux d’intérêt. La gestion à cliquets (Time Invariance Portfolio Protection ou TIPP) est considérée comme une approche simplifiée de l’assurance de portefeuille.

## Conformité
One Swiss Bank est connue pour avoir un département de conformité notable et étendu, qui lui a permis d'accueillir une nouvelle génération de clients, dont la richesse provient des crypto-monnaies. En 2023, le Corriere Del Ticino a écrit un article sur la rigueur de l'équipe de conformité de la banque, et sa capacité à prendre des clients de niche en conséquence.

## Gouvernance[16]
Le Conseil d’administration a la responsabilité de la stratégie et la gestion de la Banque, et assure la haute surveillance de la Direction générale. Sa composition répond aux critères d’indépendance au sens de la Circ.-FINMA 17/1. Les membres du Conseil sont Frédéric Binder (Président), Jean-Claude Favre (Vice-président), Hélène Weidmann (membre), Roland Müller-Ineichen (membre) et Alessandro Bizzozero (membre).
L'Équipe de direction est l’organe de direction de la Banque. Il est composé de Grégoire Pennone (CEO), Yves Keller (CFO/CRO), Jean-Jacques Schraemli (COO) Aymeric Converset (Head of Asset Management / Dynagest by ONE), Xavier Clavel (Head of Asset Services) et Karel Gaultier (Head of Wealth Management).